# Église Santa Maria dell'Umiltà
L'église Santa Maria dell'Umiltà (Sainte-Marie-de-l'Humilité) était une église de Venise, situé dans le quartier de Dorsoduro.

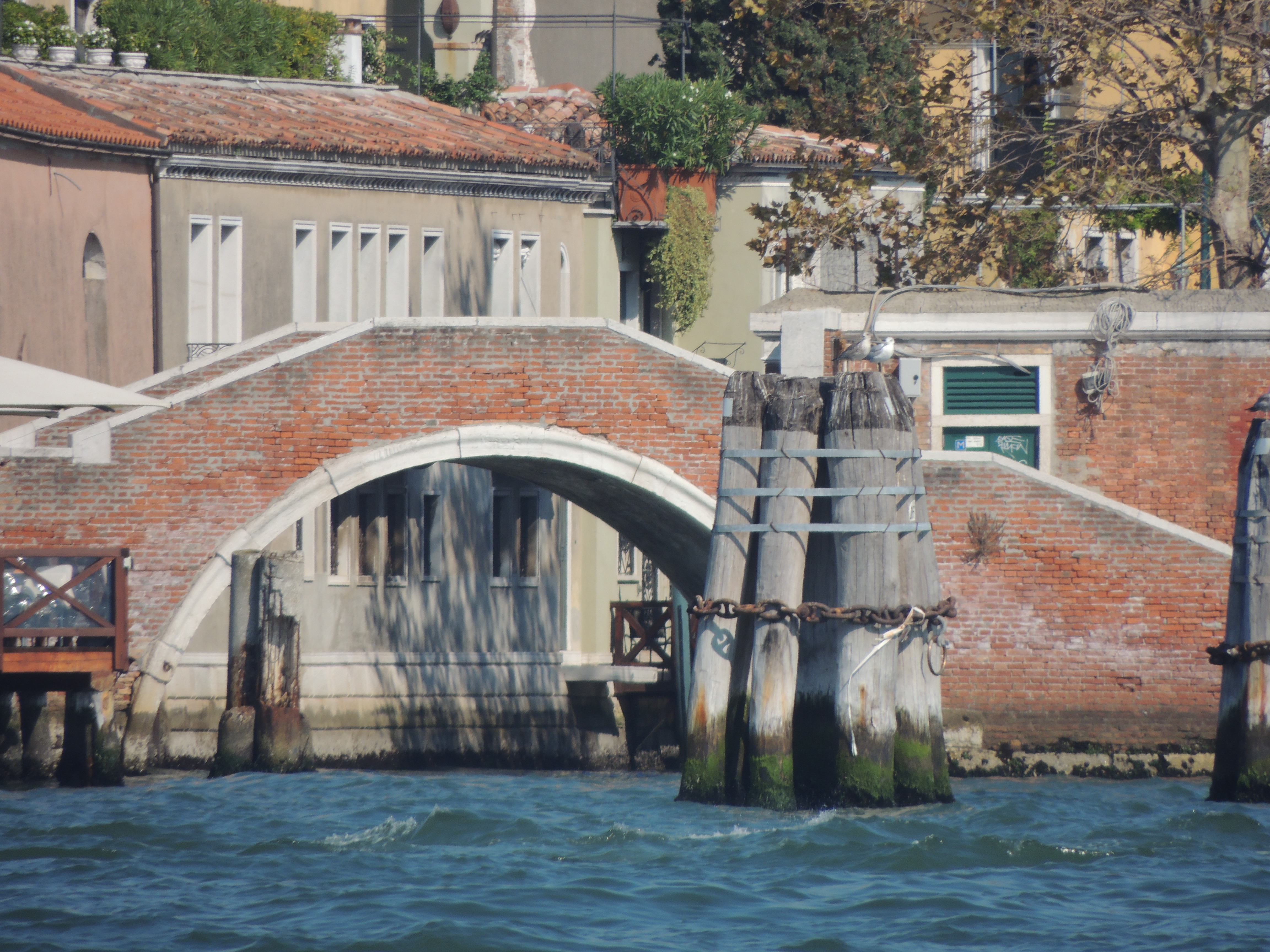
Ponte dell'Umiltà subsistant encore aujourd'hui

## Histoire
En 1550, le frère Andrea Lippomano voulut ériger une église dédiée à la nouvelle religion fondée par saint Ignace de Loyola.
Le Conseil des Dix fit don de 500 zecchini au père Antonio Possevino pour ses mérites, qui furent affectés à la construction de l'église et Collège en 1578.
L'église fut consacrée le 6 juillet 1589 par le patriarche d'Aquilée Francesco Barbaro et dédiée à la Visitation de la Vierge Marie.
À la suite de la fameuse controverse entre le pape Paul V et la République, le monastère resta vide jusqu'en 1615, date à laquelle un décret du Sénat concède l'ancien monastère aux moines bénédictins de l'île de San Servolo.

## Situation
L'église et le collège étaient situés au sud-est de Dorsoduro, près des Zattere, où il existe encore aujourd'hui le ponte de l'Umiltà.